# موریس راول
ژوزف موریس راول (به فرانسوی: Joseph Maurice Ravel) آهنگساز، رهبر ارکستر و پیانیست فرانسوی در ۷ مارس ۱۸۷۵ در سیبور به دنیا آمد و در ۲۸ دسامبر ۱۹۳۷ در پاریس درگذشت.
قطعات پیانوی راول مانند «آینه‌ها» و «گاسپار شب» همچنین آثار ارکستری او مانند «بولرو» «دافنس و کلوئه» و سازبندی او بر روی «تصویرهای یک نمایشگاه» اثر مودست موسورگسکی آثار برجسته‌ای در میان آثار موسیقی سده بیستم هستند.

## زندگی
راول در سیبور نزدیک بیاریتز در منطقه باسک فرانسه در مرز اسپانیا زاده شد. مادرش ماری دلوار یک باسک و پدرش ژوزف راول کارخانه‌دار و مخترع سوئیسی بود. پس از زاده شدن موریس خانواده راول به پاریس کوچ می‌کند و راول تمام زندگی خود را در آنجا سپری خواهد کرد. همین که استعداد موریس در موسیقی برای پدر و مادرش آشکار می‌شود او را برای آموزش نزد آموزگاران موسیقی می‌گمارند. در هفت سالگی او نواختن پیانو را آغاز می‌کند و در سال ۱۸۸۷ در یازده سالگی به فراگیری هارمونی می‌پردازد.
در ۱۸۸۹ به کلاس مقدماتی هنرستان موسیقی (کنسرواتوآر) پاریس راه می‌یابد و دو سال بعد به دوره بالاتر پذیرفته می‌شود و در پیانو با شارل دو بریو و در هارمونی با امیل پسر به آموختن ادامه می‌دهد. در سالهای نخست در هنرستان موسیقی راول استعداد خود را در تجربه‌های نو آشکار می‌سازد او شیفته موسیقی ریچارد واگنر، امانوئل شابریه و اریک ساتی است، همچنین او از ستایشگران مکتب روس و در ادبیات نویسندگانی چون شارل بودلر، ادگار آلن پو و استفان مالارمه می‌باشد.
راول در سال ۱۸۹۵ هنرستان موسیقی را ترک کرد تا دوباره سال بعد به آن بازگردد و به فراگیری آهنگسازی نزد گابریل فوره و کنترپوآن و سازبندی با آندره گداژ بپردازد. از سال ۱۹۰۰ راول هر سال و برای چهار سال تلاش کرد تا جایزه رم را از آن خود کند ولی هرگز به اینکار موفق نشد، همچنین او در سال ۱۹۰۳ باید بدون اینکه در آزمون آهنگسازی موفق شده باشد کلاس گابریل فوره را ترک کند. از ۱۹۰۵ تا ۱۹۰۸ راول به آفرینش آثاری دست زد که با نظرات مخالفی روبرو شد. در ۱۹۰۹ هنگام دیدار از باله روس با ایگور استراوینسکی آشنا می‌گردد این دیدار تأثیر بسیار زیادی بر گروهی از آهنگسازان حاضر و از جمله راول می‌گذارد و او مانند برخی دیگر از آهنگسازان قطعه‌هایی برای این باله که توسط سرگئی دیاگیلف اداره می‌شد می‌آفریند. سال پس از آن او به همراه چند تن از همکلاسی‌هایش در کلاس فوره «جامعه موسیقی مستقل» را در برابر و رقابت با «جامعه ملی موسیقی» بنیان می‌نهد.

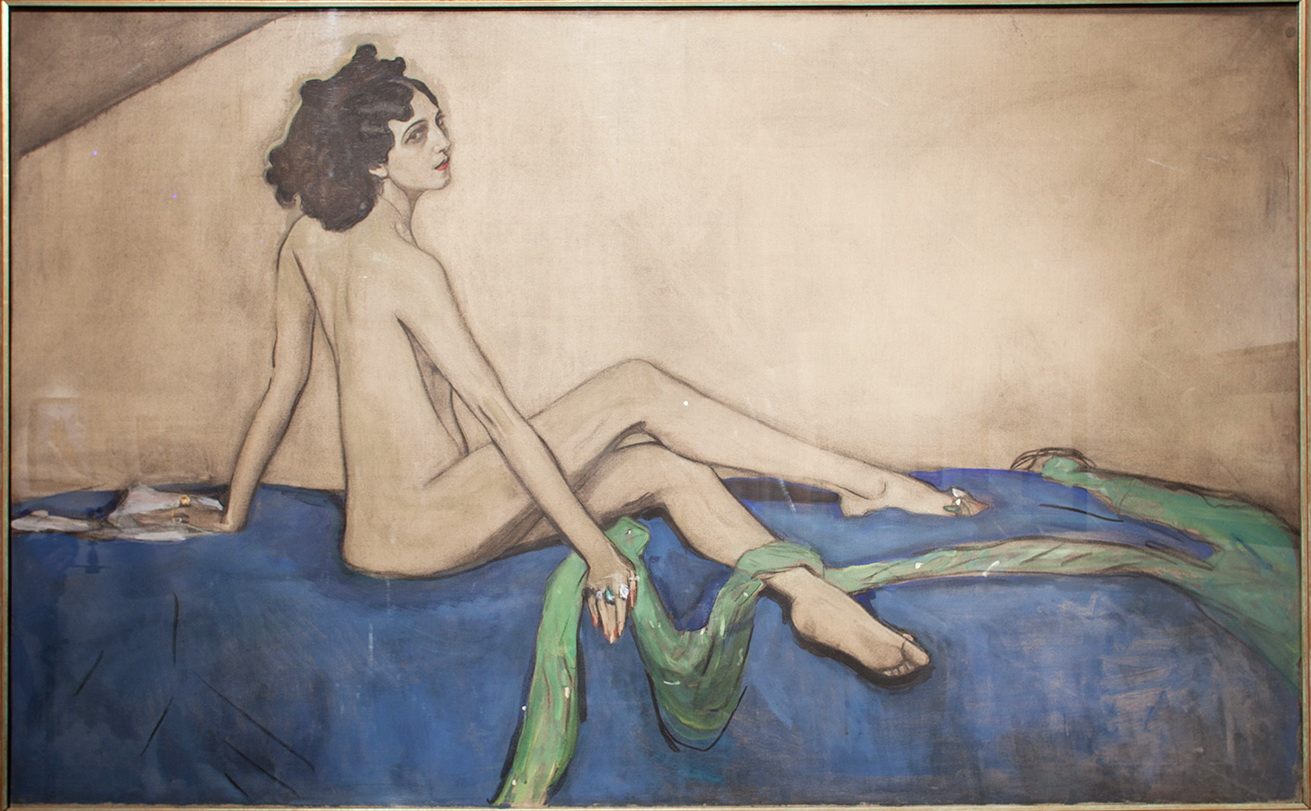
ایدا روبینشتاین الهام بخش راول در آفرینش «بولرو»

نخستین جنگ جهانی در حالی آغاز می‌شود که شهرت آثار راول مرزهای فرانسه را درنوردیده است. جنگ آثار ویران‌کننده‌ای روی زندگی راول دارد. او می‌پندارد که وظیفه هر هنرمندی است که با تمام نیرو و برای ملت در جنگ شرکت نماید و در حالیکه تلاش می‌کند وارد نیروی هوایی شود که مورد پذیرش قرار نمی‌گیرد به عنوان راننده در بخش ترابری به خدمت مشغول می‌گردد. در تابستان ۱۹۱۶ او در حالیکه خود را در سلامت کامل می‌بیند نیاز و اضطرار فراوانی به آفرینش موسیقی در خود احساس می‌کند اما به دلیل دچار شدن به اسهال خونی ناگزیر به بازگشت می‌شود تا مورد درمان قرار بگیرد همین که به خانه بازمی‌گردد مادرش از دنیا می‌رود. در این سال‌ها دلیل‌های چندی همچون جنگ، بیماری و از همه مهمتر مرگ مادرش موجب شد که روند کار راول در آفرینش موسیقی بسیار کند گردد.
پایان جنگ با پایان زندگی کلود دبوسی دنبال می‌شود (۱۹۱۸) و راول تبدیل به چهره برتر دوران پس از جنگ می‌گردد. ستایش جهانی نسبت به آثارش او را به انجام سفرهای هنری بسیاری در سراسر دنیا می‌کشاند و این سفرها بی تردید موجب می‌شود که بیش از پیش جایگاه برتری در دنیا به دست آورد. روایت است پیانیست معروف پاول ویتگنشتاین در جنگ جهانی دست راست خود را از دست داد؛ پس از دوستان آهنگسازش درخواست کنسرتو برای دست چپ کرد، که معروفترین آنها اثر راول است. ویتگنشتاین در زمان اجرای کنسرتو تغییراتی ایجاد کرد که باعث شکرآب شدن رابطه آن دو شد.
در ۱۹۲۰ و پس از آنکه از دریافت لژیون دونور خودداری می‌ورزد تلاش می‌کند تا از جریانهای سیاسی دوری نماید، خانه‌ای در بیرون از پاریس خریداری کرده و زندگی بسیار خصوصی را در آن پی می‌گیرد. راول هرگز ازدواج نمی‌کند. این کناره‌گیری این امکان را برای او فراهم می‌کند تا به آهنگسازی و سازبندی بپردازد.
در ۱۹۲۸ راول به مدت چهار ماه برای انجام کنسرت به آمریکا سفر می‌کند و در طی آن و در کنار برگزاری کنسرتهای بسیار این امکان را میابد تا با شخصیتهای هنری گوناگونی دیدار کند در همین سال دکترای افتخاری دانشگاه آکسفورد به او پیشکش می‌گردد از این پس و تا سال ۱۹۳۲ راول به انجام طرحهای گوناگونی مشغول می‌گردد که برخی از آن‌ها غیرمعمول هستند همچون باله نامدار «بولرو» (Boléro) برای یک رقصنده باله که از دوستانش بود به نام ایدا روبنشتاین، کنسرتو برای دست چپ پیانو، برای یک نوازنده پیانو که دست راست خود را از دست داده بود و یک موسیقی فیلم به نام «دن کیشوت و دلسینه».
در سال ۱۹۳۲ راول ابتدا دچار بیماری بسیار سختی می‌شود و سپس در ۱۸ اکتبر همان سال بر اثر تصادف خودرو وضع جسمیش هر چه بیشتر به وخامت می‌گراید و با وجود تلاش دوستانش که در پی پرستاری از وی بودند هر روز بیش از دیروز نیروی بدنیش رو به کاهش می‌گذارد؛ خیلی زود کار به آنجا می‌کشد که حتی توانایی امضا کردن هم ندارد و زندگی او به کارهای روزمره و پذیرفتن دوستان و برادرش در خانه یا گاهی رفتن به کنسرت چنانچه شرایط بدنیش اجازه می‌داد محدود می‌گردد. در ۱۷ دسامبر ۱۹۳۷ برای یک عمل جراحی در بیمارستان بستری می‌شود که سودمند نیست و راول در ساعت ۳:۳۰ روز ۲۸ دسامبر در سن ۶۲ سالگی از دنیا می‌رود. مراسم خاکسپاری بدون انجام تشریفات مذهبی صورت می‌گیرد و در میان مشایعت کنندگان موسیقیدانان بسیاری از جمله استراوینسکی، فرانسیس پولنک و داریوش میو به چشم می‌آیند.

## موسیقی راول

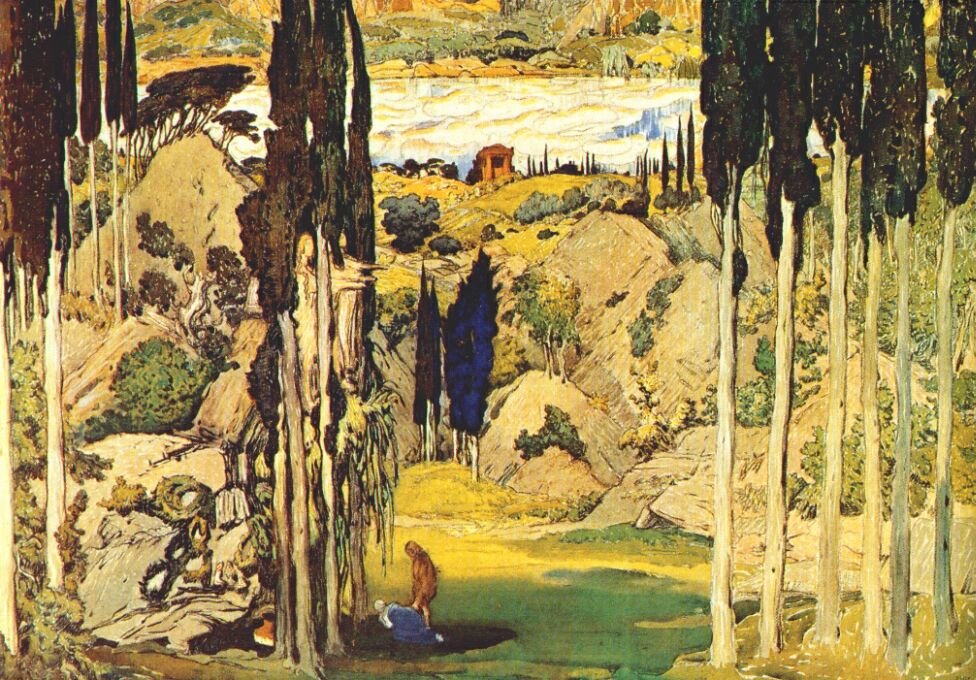
Bakst Daphnis et Chloë Set Act II 1912

هر چند که راول از آهنگسازان بسیاری تأثیر پذیرفته‌است اما همان‌طور که ولادیمیر یانکلویچ در زندگی‌نامه‌اش می‌گوید هیچ‌یک از این تأثیرات به صورت مسلط و غالب نیست و موسیقی راول همچون موسیقی دبوسی از اصالت کامل برخوردار است و در واقع نمی‌توان راول را در سبک هنری ویژه‌ای طبقه‌بندی کرد او نه کاملاً مدرن بود نه کلاسیک و همچنین او نیز همچون دبوسی از کاربرد موسیقی امپرسیونیست برای توضیح آثارش خودداری می‌کرد و به هیچ روی با آن موافق نبود و می‌پنداشت که این سبکی است که فقط در نقاشی وجود و معنا دارد. همچنین بر خلاف آهنگساز همدوره خود استراوینسکی راول هرگز موسیقی تونال را رد نکرد و در استفاده از صداهای نامطبوع امساک می‌ورزید چیزی که مانع از آن نمی‌شد که همیشه در پی یافتن راه‌هایی نو در هارمونی و سازبندی باشد. همچنین با وجود تمام این تأثیرات از تمام دوره‌های موسیقی در آثار راول (باروک فرانسوی: فرانسوا کوپرن و ژان فیلیپ رامو_، کلاسیک: موتسارت_، رمانتیک: شوبرت، شوپن و فرانتس لیست،_ پسا رمانتیک: گابریل فوره، سن سانس، اریک ساتی و امانوئل شابریه و همچنین موسیقی سده بیستم: آرنولد شونبرگ و کلود دبوسی...) و همچنین موسیقی سیاهان آمریکا و مکتب روسی، او که سبک ویژه خود را داشت در تمام آثارش این سبک را تغییر نداد.
هنر راول همچنین در سازبندی بسیار درخشان است. او نه تنها برخی از آثار خود برای پیانو را برای ارکستر سازبندی کرد همچون «(مادرم غاز) غاز مادر»، «آرامگاه کوپرن» و «والس» بلکه آثاری از دیگر آهنگسازان را نیز سازبندی نمود که نامدارترین آن‌ها «تابلوهای یک نمایشگاه» اثر مودست موسورگسکی می‌باشد؛ و البته آثاری که او از آغاز برای ارکستر آفرید چون «بولرو» که شناخته‌ترین اثر او می‌باشد.

## برخی از آثار
برای ارکستر:
- بولرو
- والس
- کنسرتو پیانو
- راپسودی اسپانیول

برای پیانو:
- گاسپار شب
- بازی آب
- سوناتین
- آینه‌ها
- آرامگاه کوپرن

موسیقی مجلسی:
- سونات ویلن
- سونات ویلن و ویلنسل
- چهارنوازی برای سازهای زهی
- سه نوازی برای پیانو، ویلن و ویلنسل